# Homero Castro Zurita
Homero Castro Zurita (Ambato, 22 de diciembre de 1922- Naranjal, 1980) fue un científico ecuatoriano, creador de la variedad de Cacao Castro Naranjal (CCN-51) la variedad de mayor productividad, que se siembra a gran escala en Ecuador desde 1985.
Homero Castro inició en 1965 a investigar variedades de cacao. La variedad Colección Castro Naranjal fue descrita en: Castro, H.U. 1981 Posibilidad de creación de una nueva variedad de cacao de fruto hexalocular por cruzamiento entre flores mutantes hexameras. Arch. Victor Chacon Salinas, Jesus Maria, Quito, Ecuador.
El 22 de diciembre de 1922, nace en Baños de Tungurahua, Ecuador;
Homero Castro Zurita, luego de haber realizado sus estudios primarios y secundarios en el Normal Agropecuario “Luis A. Martínez" de la misma ciudad, donde se gradúa con honores en 1940.
Posteriormente ingresa becado al INSTITUTO INTERAMERICANO DE COOPERACIÓN PARA LA AGRICULTURA (IICA) localizado en Turrialba, Costa Rica donde se graduó como "Técnico de Cacao" en 1952.
Ese año regresa al país, y al ver la baja productividad en las fincas, inicia SUS investigaciones científicas y un trabajo dedicado exclusivamente a la búsqueda de materiales de cacao de alta productividad, calidad y resistencia a la “Escoba de Bruja", enfermedad nefasta que después de su aparición en el Ecuador en 1918, redujo la producción del cacao.
Luego de muchos años de esfuerzo,Homero Castro logra en 1960 en su finca “Theobroma" localizada en Naranjal, seleccionar varios híbridos con las características deseadas, procediendo luego a clonar algunos de ellos a los que los denominó con las siglas CCN cuyo significado es "Colección Castro Naranjal".
En su finca mezcló variedades de cacaos amazónicos con otros traídos de un banco de germoplasma de la Isla de Trinidad y Tobago. 
En 1965, obtuvo en el árbol 51 el clon que consideraba como el perfecto lo denominó CCN-51. 
En la Hacienda “Sofía" de Naranjal y de propiedad del Sr. César Amador Baquerizo, se sembraron los primeros mil clones, donde se les hizo un minucioso seguimiento y análisis de sus características.
Murió en 1980 al salir de la finca, cuando un camión embistió su coche, sin llegar a patentar su gran descubrimiento.